# Kapako (Wahlkreis)
Kapako ist ein Wahlkreis in der Region Kavango-West im Nordosten Namibias. Er umgibt die gleichnamige Ansiedlung Kapako. Der Wahlkreis hat eine Größe von 1224 Quadratkilometer und eine Einwohnerzahl (Stand 2023) von gut 27.800.

## Wahlen
| Wahl | Name              | Partei | Stimmenanteil |
| ---- | ----------------- | ------ | ------------- |
| 1992 | Gabriël Kongowa   | SWAPO  | 73,5 %        |
| 1998 | Engelmund Haizani | SWAPO  | 75,9 %        |
| 2004 | Frieda Siwombe    | SWAPO  | 91,7 %        |
| 2010 | Frieda Siwombe    | SWAPO  | 84,9 %        |
| 2015 | Johannes Karondo  | SWAPO  | 92,5 %        |
| 2020 | Johannes Karondo  | SWAPO  | 100,0 %       |